# Okręgowe rozgrywki w piłce nożnej woj. białostockiego (1949)
15. Edycja okręgowych rozgrywek w piłce nożnej województwa białostockiego

Okręgowe rozgrywki w piłce nożnej województwa białostockiego prowadzone są przez Białostocki Okręgowy Związek Piłki Nożnej, rozgrywane są w trzech ligach, najwyższym poziomem jest klasa A, następnie klasa B (2 grupy) i klasa C (3 grupy). W sezonie 1949 rozgrywki przeprowadzono wiosną i latem, powodem tej zmiany było przejście od następnego sezonu (1949/1950) na system jesień-wiosna. Zmiana nie trwała długo, już rok później (1951) powrócono z do systemu wiosna-jesień.

Mistrzostwo Okręgu zdobyły Gwardia Białystok. 

Od 1949 obowiązuje przepis, że każda drużyna klasy A ma posiadać drużynę juniorską.
Drużyny z województwa białostockiego występujące w centralnych i makroregionalnych poziomach rozgrywkowych:
- I Liga - brak
- II Liga - brak

| Rozgrywki | Poziomy rozgrywkowe w sezonie 1949 | Poziomy rozgrywkowe w sezonie 1949 | Poziomy rozgrywkowe w sezonie 1949 | Poziomy rozgrywkowe w sezonie 1949 | Poziomy rozgrywkowe w sezonie 1949 |
| --------- | ---------------------------------- | ---------------------------------- | ---------------------------------- | ---------------------------------- | ---------------------------------- |
| Centralne | I poziom ligowy                    | I Liga                             | I Liga                             | I Liga                             | I Liga                             |
| Centralne | II poziom ligowy                   | II Liga - gr.Płn.                  | II Liga - gr.Płn.                  | II Liga - gr.Płd.                  | II Liga - gr.Płd.                  |
| Okręgowe  | III poziom ligowy                  | Klasa A                            | Klasa A                            | Klasa A                            | Klasa A                            |
| Okręgowe  | IV poziom ligowy                   | Klasa B - gr.I                     | Klasa B - gr.I                     | Klasa B - gr.II                    | Klasa B - gr.II                    |
| Okręgowe  | V poziom ligowy                    | Klasa C - gr.I                     | Klasa C - gr.II                    | Klasa C - gr.III                   | Klasa C - gr.IV                    |

## Klasa A - III poziom rozgrywkowy
| Poz. | Drużyna               | M  | Z | R | P | Bramki | Punkty |
| ---- | --------------------- | -- | - | - | - | ------ | ------ |
| 1    | Gwardia Białystok (b) | 10 | 9 | 1 | 0 | 35-10  | 19     |
| 2    | Związkowiec Białystok | 10 | 7 | 1 | 2 | 31-21  | 15     |
| 3    | Żubr Hajnówka         | 10 | 3 | 1 | 6 | 18-24  | 7      |
| 4    | WKS Wigry Suwałki     | 9  | 3 | 1 | 5 | 17-24  | 7      |
| 5    | KS ZZK Ełk            | 9  | 3 | 0 | 6 | 20-27  | 6      |
| 6    | WKS Piechur Białystok | 10 | 1 | 2 | 7 | 22-37  | 4      |

- Przed sezonem zmiana nazwy OMTUR Hajnówka na Żubr Hajnówka. Pod koniec sezonu zespół używał nazwy Żubr-Unia.
- Brak wyniku meczu Wigry Suwałki: KS ZZK Ełk.
- KS ZMW Wici został rozwiązany, w jego miejsce powstał nowy klub Związkowiec Białystok.

 Eliminacje do II Ligi 
| Poz. | Drużyna           | M | Z | R | P | Bramki | Punkty |
| ---- | ----------------- | - | - | - | - | ------ | ------ |
| 1    | Kolejarz Olsztyn  | 6 |   |   |   | 19-8   | 10     |
| 2    | Znicz Pruszków    | 6 |   |   |   | 26-4   | 8      |
| 3    | Gwardia Białystok | 6 |   |   |   | 11-12  | 6      |
| 4    | Orlęta Łuków      | 6 |   |   |   | 3-35   | 0      |

## Klasa B - IV poziom rozgrywkowy
Grupa I
| Poz. | Drużyna                  | M | Z | R | P | Bramki | Punkty |
| ---- | ------------------------ | - | - | - | - | ------ | ------ |
| 1    | ZZK Starosielce          |   |   |   |   |        | b.d.   |
| ?    | LZS Bielsk Podlaski (b)  |   |   |   |   |        | b.d.   |
| ?    | Ogniwo Białystok (b)     |   |   |   |   |        | b.d.   |
| ?    | Zetempowiec Wysokie Maz. |   |   |   |   |        | b.d.   |

Grupa II
| Poz. | Drużyna        | M | Z | R | P | Bramki | Punkty |
| ---- | -------------- | - | - | - | - | ------ | ------ |
| 1    | WKS Mazur Ełk  | 6 |   |   |   | 17-2   | 12     |
| ?    | WKS II Suwałki | 6 |   |   |   | 8-12   | 4      |
| ?    | ZZK II Ełk     | 6 |   |   |   | 7-13   | 4      |
| ?    | LZS Szczuczyn  | 6 |   |   |   | 6-13   | 4      |

- Rezerwy ZZK Ełk po sezonie zostały wycofane lub zdegradowane, w następnym sezonie nie występują w rozgrywkach klasy B.
- W związku ze spadkiem I zespołu do klasy B rezerwy WKS Suwałki zostały zdegradowane do klasy C.

Mecz barażowy o klasę A
- ZZK Starosielce : WKS Mazur Ełk 6:3 ; WKS Mazur Ełk : ZZK Starosielce 0:4, awans drużyny Starosielc.

## Klasa C - V poziom rozgrywkowy
Grupa I

| Poz. | Drużyna                     | M | Z | R | P | Bramki | Punkty |
| ---- | --------------------------- | - | - | - | - | ------ | ------ |
| 1    | Związkowiec Łomża           |   |   |   |   |        | b.d.   |
| ?    | Gwardia Wysokie Mazowieckie |   |   |   |   |        | b.d.   |
| ?    | LZS II Szczuczyn            |   |   |   |   |        | b.d.   |

- Zmiana nazwy Zetempowiec na Związkowiec Łomża.

Grupa II

| Poz. | Drużyna             | M | Z | R | P | Bramki | Punkty |
| ---- | ------------------- | - | - | - | - | ------ | ------ |
| ?    | WKS Legia Orzysz    |   |   |   |   |        | b.d.   |
| ?    | Związkowiec Grajewo |   |   |   |   |        | b.d.   |
| ?    | Związkowiec Suwałki |   |   |   |   |        | b.d.   |
| ?    | Budowlani Grajewo   |   |   |   |   |        | b.d.   |

Grupa III

| Poz. | Drużyna             | M | Z | R | P | Bramki | Punkty |
| ---- | ------------------- | - | - | - | - | ------ | ------ |
| 1    | SKS Supraśl         | 6 |   |   |   |        | b.d.   |
| 2    | Budowlani Białystok | 6 |   |   |   |        | b.d.   |
| ?    | Spójnia Białystok   | 6 |   |   |   |        | b.d.   |
| ?    | Włókniarz Białystok | 6 |   |   |   |        | b.d.   |

Grupa IV

| Poz. | Drużyna            | M | Z | R | P | Bramki | Punkty |
| ---- | ------------------ | - | - | - | - | ------ | ------ |
| ?    | Kolejarz Łapy      |   |   |   |   |        | b.d.   |
| ?    | Kolejarz Białystok |   |   |   |   |        | b.d.   |
| ?    | b.d.               |   |   |   |   |        | b.d.   |
| ?    | b.d.               |   |   |   |   |        | b.d.   |

- Zmiana nazwy Błękit na Kolejarz Łapy.
- Zmiana nazwy ZZK na Kolejarz Białystok.